# Lucio Cosonio Egio Márulo
Lucio Cosonio Egio Márulo (en latín Lucius Cossonius Eggius Marullus) fue un senador romano de rango patricio, que desarrolló su cursus honorum en la segunda mitad del siglo II, bajo los imperios de Marco Aurelio, Cómodo, Pertinax, Didio Juliano y Septimio Severo.

## Familia
Era nieto de Lucio Egio Márulo, que fue consul suffectus en 111, bajo Trajano.

## Carrera política
Su primer cargo conocido fue el de flamen, miembro del colegio sacerdotal de los flaminis en 171. En 184, por voluntad de Cómodo, fue consul ordinarius. Poco después, en 198-199, gozando de la confianza de Septimio Severo, fue nombrado Procónsul de la provincia romana de África, sirviendo allí como su legado Cosonio Escipión Orfito, su hijo adoptivo.